# Gambrinus liga 2011-12
La Gambrinus liga 2011-12 fue la decimonovena edición de la Gambrinus liga, la máxima categoría del fútbol profesional de la República Checa. El torneo se comenzó a disputar el día 29 de julio de 2011 y estaba prevista su finalización para el 26 de mayo de 2012 pero debido a la clasificación de la selección de fútbol de la República Checa para la Eurocopa 2012 se adelantó su final al día 12 de mayo.
El FC Viktoria Plzeň era el defensor del título tras haberlo obtenido la campaña precedente pero el FC Slovan Liberec se adjudicó el campeonato por tercera vez en su historia. La campaña se inició con ocho victorias consecutivas del AC Sparta Praga, algo que nunca se había producido antes. El propio Sparta rompió su récord al ganar el noveno partido consecutivo y situarse con una ventaja de 10 puntos sobre el segundo que más tarde desperdiciaría.
El Football Klub Dukla Praga y el FK Viktoria Žižkov volvieron a la categoría tras su ascenso en la temporada anterior, en cuanto a descensos se refiere, el FC Zbrojovka Brno y el FK Ústí nad Labem descendieron a la Druhá liga tras finalizar en decimoquinta y decimosexta posición, respectivamente.

## Información de los equipos

### Datos de los clubes
| Club                    | Ciudad           | Estadio                                     | Capacidad |
| ----------------------- | ---------------- | ------------------------------------------- | --------- |
| Baník Ostrava           | Ostrava          | Bazaly                                      | 17.372    |
| Bohemians 1905          | Praga            | Synot Tip Arena                             | 21.000    |
| Dukla Praga             | Praga            | Stadion Juliska                             | 4.560     |
| Dynamo České Budějovice | České Budějovice | E-On Stadion                                | 6.681     |
| FC Hradec Králové       | Hradec Králové   | Všesportovní stadion                        | 7.220     |
| FK Jablonec             | Jablonec         | Stadion Střelnice                           | 6.280     |
| FK Mladá Boleslav       | Mladá Boleslav   | Městský stadion (Mladá Boleslav)            | 5.000     |
| 1. FK Příbram           | Příbram          | Na Litavce                                  | 9.100     |
| Sigma Olomouc           | Olomouc          | Andrův stadion                              | 12.566    |
| Slavia Praga            | Praga            | Synot Tip Arena                             | 21.000    |
| 1. FC Slovácko          | Uherské Hradiště | Městský fotbalový stadion Miroslava Valenty | 8.121     |
| Slovan Liberec          | Liberec          | Stadion u Nisy                              | 9.900     |
| Sparta Praga            | Praga            | Generali Arena                              | 20.558    |
| FK Teplice              | Teplice          | Na Stínadlech                               | 18.221    |
| Viktoria Plzeň          | Pilsen           | Stadion města Plzně                         | 13.000    |
| Viktoria Žižkov         | Praga            | FK Viktoria Stadion                         | 5.600     |

#### Entrenadores y equipaciones
| Equipo                  | Entrenador         | Capitán          | Marca  | Patrocinador             |
| ----------------------- | ------------------ | ---------------- | ------ | ------------------------ |
| Baník Ostrava           | Pavel Malura       | Martin Lukeš     | Nike   | Fortuna                  |
| Bohemians 1905          | Jozef Weber        | Radek Sňozík     | adidas | Fortuna                  |
| Dukla Praga             | Luboš Kozel        | Jan Vorel        | adidas | Bwin then Staeg          |
| Dynamo České Budějovice | František Cipro    | David Horejš     | adidas | AVE                      |
| Hradec Králové          | Václav Kotal       | Roman Fischer    | Jako   | Ciudad de Hradec Králové |
| Jablonec                | František Komňacký | Petr Pavlík      | Umbro  | Baumit                   |
| Mladá Boleslav          | Miroslav Koubek    | Marek Kulič      | Nike   | Škoda                    |
| Příbram                 | David Vavruška     | Aleš Hruška      | adidas | Startip                  |
| Sigma Olomouc           | Petr Uličný        | Radim Kučera     | adidas | Tipsport                 |
| Slavia Praga            | Martin Poustka     | Lukáš Jarolím    | Umbro  | Synot Tip                |
| Slovácko                | Miroslav Soukup    | Vít Valenta      | Kappa  | Z-GROUP Steel holding    |
| Slovan Liberec          | Jaroslav Šilhavý   | Tomáš Janů       | Nike   | Fortuna                  |
| Sparta Praga            | Jozef Chovanec     | Marek Matějovský | Nike   | Fortuna                  |
| Teplice                 | Petr Rada          | Petr Lukáš       | Umbro  | AGC                      |
| Viktoria Plzeň          | Pavel Vrba         | Pavel Horváth    | Puma   | Doosan Group             |
| Viktoria Žižkov         | Roman Nádvorník    | Tomáš Procházka  | adidas |                          |

#### Cambios de entrenadores
| Equipo           | Entrenador saliente | Forma de salida             | Fecha                   | Posición    | Entrenador entrante | Fecha                   |
| ---------------- | ------------------- | --------------------------- | ----------------------- | ----------- | ------------------- | ----------------------- |
| Baník Ostrava    | Karol Marko         | Despedido                   | 30 de julio de 2011     | 14º (10–11) | Pavel Malura        | 31 de julio de 2011     |
| České Budějovice | Jiří Kotrba         | Cambio en el cuerpo técnico | 7 de septiembre de 2011 | 15º         | František Cipro     | 7 de septiembre de 2011 |
| Slavia Praga     | Michal Petrouš      | Despedido                   | 2 de octubre de 2011    | 13º         | František Straka    | 2 de octubre de 2011    |
| Viktoria Žižkov  | Martin Pulpit       | Despedido                   | 23 de noviembre de 2011 | 15º         | Roman Nádvorník     | 23 de noviembre de 2011 |
| Sigma Olomouc    | Zdeněk Psotka       | Despedido                   | 27 de noviembre de 2011 | 16º         | Petr Uličný         | 8 de diciembre de 2011  |
| Bohemians 1905   | Pavel Medynský      | Despedido                   | 6 de marzo de 2012      | 12º         | Jozef Weber         | 7 de marzo de 2012      |
| Slavia Praga     | František Straka    | Rescisión de contrato       | 8 de marzo de 2012      | 11º         | Martin Poustka      | 14 de marzo de 2012     |
| Baník Ostrava    | Pavel Malura        | Despedido                   | 26 de marzo de 2012     | 15º         | Radoslav Látal      | 26 de marzo de 2012     |

### Equipos por región
| Región                       | N.º | Equipos                                                                            |
| ---------------------------- | --- | ---------------------------------------------------------------------------------- |
| Praga                        | 5   | AC Sparta Praga, FC Bohemians 1905, FK Dukla, FK Viktoria Žižkov y SK Slavia Praga |
| Bohemia Central              | 2   | 1. FK Příbram y FK Mladá Boleslav                                                  |
| Región de Liberec            | 2   | FC Slovan Liberec y FK Baumit Jablonec                                             |
| Región de Bohemia Meridional | 1   | SK Dynamo České Budějovice                                                         |
| Región de Hradec Králové     | 1   | FC Hradec Králové                                                                  |
| Región de Moravia-Silesia    | 1   | FC Baník Ostrava                                                                   |
| Región de Ústí nad Labem     | 1   | FK Teplice                                                                         |
| Región de Pilsen             | 1   | FC Viktoria Plzeň                                                                  |
| Región de Olomouc            | 1   | SK Sigma Olomouc                                                                   |
| Región de Zlín               | 1   | 1. FC Slovácko                                                                     |

## Sistema de competición
La Gambrinus liga 2011/12 estuvo organizada por la Federación de Fútbol de la República Checa.
Constó de un grupo único integrado por dieciséis clubes de toda la geografía checa. Siguiendo un sistema de liga, los dieciséis equipos se enfrentaron todos contra todos en dos ocasiones -una en campo propio y otra en campo contrario- sumando un total de 30 jornadas. El orden de los encuentros se decidió por sorteo antes de empezar la competición.
La clasificación final se estableció con arreglo a los puntos obtenidos en cada enfrentamiento, a razón de tres por partido ganado, uno por empatado y ninguno en caso de derrota. Si al finalizar el campeonato dos equipos igualaron a puntos, los mecanismos para desempatar la clasificación fueron los siguientes:
1. El que tenga una mayor diferencia entre goles a favor y en contra en los enfrentamientos entre ambos. (Gol average)
2. Si persiste el empate, se tiene en cuenta la diferencia de goles a favor y en contra en todos los encuentros del campeonato.
3. Si aún persiste el empate, se tiene en cuenta el mayor número de goles a favor en todos los encuentros del campeonato.

Si el empate a puntos es entre tres o más clubes, los sucesivos mecanismos de desempate fueron los siguientes: 
1. La mejor puntuación de la que a cada uno corresponda a tenor de los resultados de los partidos jugados entre sí por los clubes implicados.
2. La mayor diferencia de goles a favor y en contra, considerando únicamente los partidos jugados entre sí por los clubes implicados.
3. La mayor diferencia de goles a favor y en contra teniendo en cuenta todos los encuentros del campeonato.
4. El mayor número de goles a favor teniendo en cuenta todos los encuentros del campeonato.
5. El club mejor clasificado con arreglo a los baremos de fair play.

### Efectos de la clasificación
El equipo que más puntos sumó al final del campeonato fue proclamado campeón de liga y obtuvo el derecho automático a participar en la segunda ronda previa de la Liga de Campeones de la UEFA. El segundo clasificado obtuvo el derecho a participar en la tercera ronda previa de la Liga Europea de la UEFA y el tercer clasificado obtuvo un pase para la segunda ronda previa de esta misma competición. 
El campeón de la Copa de la República Checa obtuvo la clasificación a la segunda ronda previa de la Liga Europea de la UEFA. Los clasificados en posición 15º y 16º descendieron directamente a la segunda categoría checa.

## Clasificación
|  |     | Equipos de fútbol      | PJ | PG | PE | PP | GF | GC | Dif | Pts |
|  | --- | ---------------------- | -- | -- | -- | -- | -- | -- | --- | --- |
|  | 1.  | FC Slovan Liberec (C)  | 30 | 20 | 6  | 4  | 68 | 29 | +39 | 66  |
|  | 2.  | AC Sparta Praga        | 30 | 20 | 4  | 6  | 51 | 25 | +26 | 64  |
|  | 3.  | FC Viktoria Plzeň      | 30 | 19 | 6  | 5  | 66 | 33 | +33 | 63  |
|  | 4.  | FK Mladá Boleslav      | 30 | 15 | 5  | 10 | 49 | 34 | +15 | 50  |
|  | 5.  | FK Teplice             | 30 | 12 | 10 | 8  | 36 | 30 | +6  | 46  |
|  | 6.  | FK Dukla               | 30 | 11 | 9  | 10 | 42 | 35 | +7  | 42  |
|  | 7.  | 1. FC Slovácko         | 30 | 12 | 5  | 13 | 29 | 32 | -3  | 41  |
|  | 8.  | FK Baumit Jablonec     | 30 | 11 | 7  | 12 | 54 | 43 | 11  | 40  |
|  | 9.  | 1. FK Příbram          | 30 | 11 | 6  | 13 | 44 | 56 | -12 | 39  |
|  | 10. | SK Dynamo              | 30 | 9  | 8  | 13 | 30 | 51 | -21 | 35  |
|  | 11. | SK Sigma Olomouc       | 30 | 11 | 10 | 9  | 42 | 38 | +4  | 34  |
|  | 12. | SK Slavia Praga        | 30 | 8  | 10 | 12 | 28 | 34 | -6  | 34  |
|  | 13. | FC Hradec Králové      | 30 | 8  | 7  | 15 | 22 | 38 | -16 | 31  |
|  | 14. | FC Baník Ostrava       | 30 | 7  | 7  | 16 | 31 | 48 | -17 | 28  |
|  | 15. | FC Bohemians 1905 (D)  | 30 | 6  | 6  | 18 | 20 | 54 | -34 | 24  |
|  | 16. | FK Viktoria Žižkov (D) | 30 | 5  | 4  | 21 | 23 | 55 | -32 | 19  |

PJ = Partidos jugados; PG = Partidos ganados; PE = Partidos empatados; PP = Partidos perdidos; GF = Goles a favor; GC = Goles en contra; Dif = Diferencia de goles; Pts = Puntos
|  | Clasificado para la segunda ronda previa de la Liga de Campeones de la UEFA 2012-13 |
|  | Clasificado para la tercera ronda previa de la Liga Europea de la UEFA 2012-13      |
|  | Clasificado para la segunda ronda previa de la Liga Europea de la UEFA 2012-13      |
|  | Desciende a la Druhá liga                                                           |

| (C) Campeón    |
| (D) Descendido |

## Máximos goleadores
| Pos | Jugador          | Club         | Goles |
| --- | ---------------- | ------------ | ----- |
| 1   | David Lafata     | Jablonec     | 25    |
| 2   | Marek Bakoš      | Plzeň        | 16    |
| 3   | Jiří Štajner     | Liberec      | 15    |
| 4   | Michal Breznaník | Liberec      | 12    |
| 5   | Léonard Kweuke   | Sparta Praga | 11    |
| 5   | Ivan Lietava     | Dukla Praga  | 11    |
| 5   | Michael Rabušic  | Liberec      | 11    |